# Фјорино (Ђенова)
Фјорино је насеље у Италији у округу Ђенова, региону Лигурија.
Према процени из 2011. у насељу је живело 108 становника. Насеље се налази на надморској висини од 250 м.